# 信徒発見

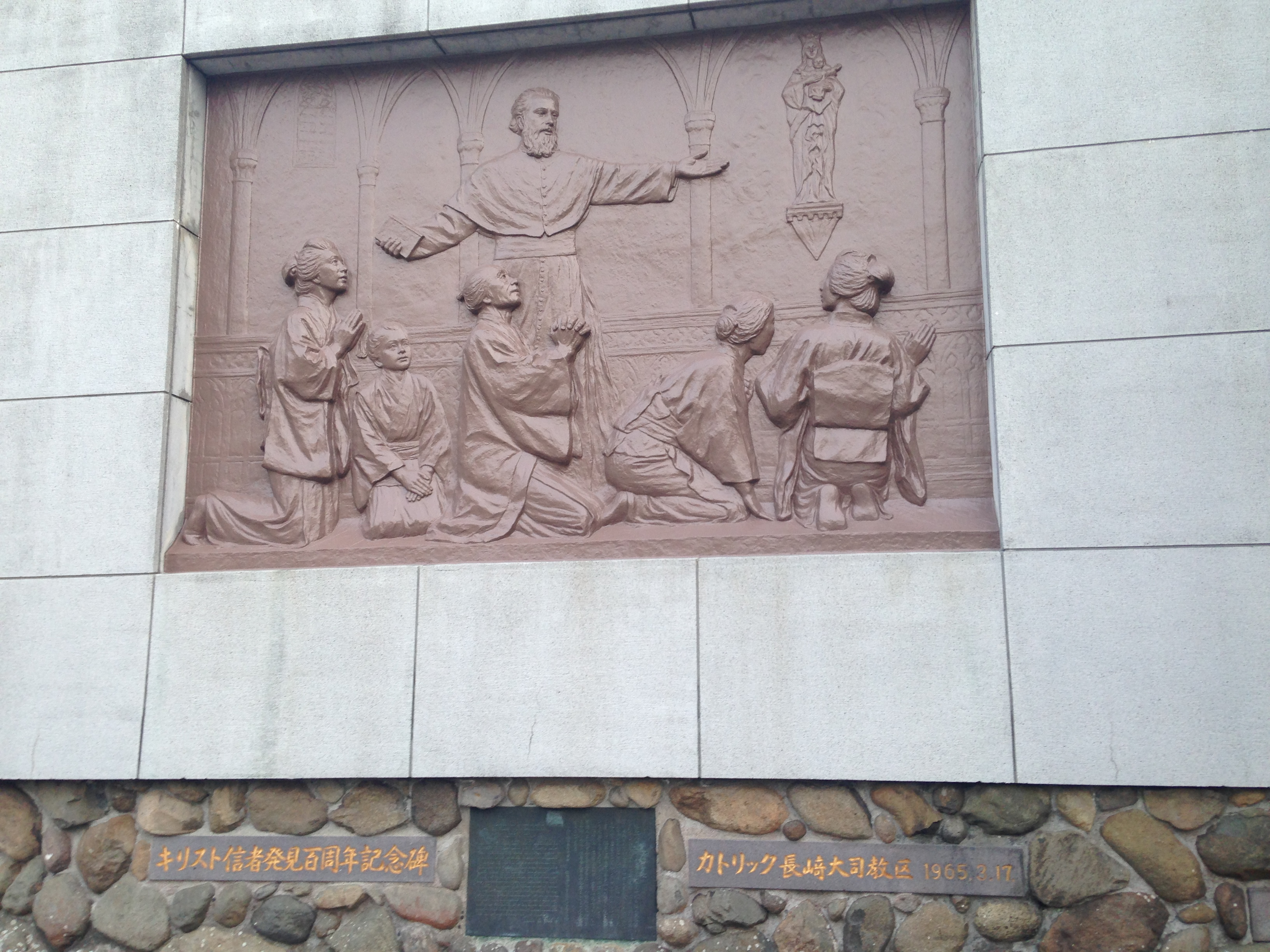
大浦天主堂に立つ「キリスト信徒発見百周年記念碑」（1965年（昭和40年）建立）

信徒発見（しんとはっけん）は、1865年3月17日（和暦: 元治2年2月20日）に、長崎・浦上の隠れキリシタンが同地の外国人居留者向け教会である大浦天主堂を訪れ、神父であるベルナール・プティジャンに信仰告白をした出来事である。これにより、江戸時代の禁教下日本において、250年にわたって続いたキリシタンの潜伏が外部世界に知られることとなった。

## 経緯

### 江戸時代のキリシタン弾圧

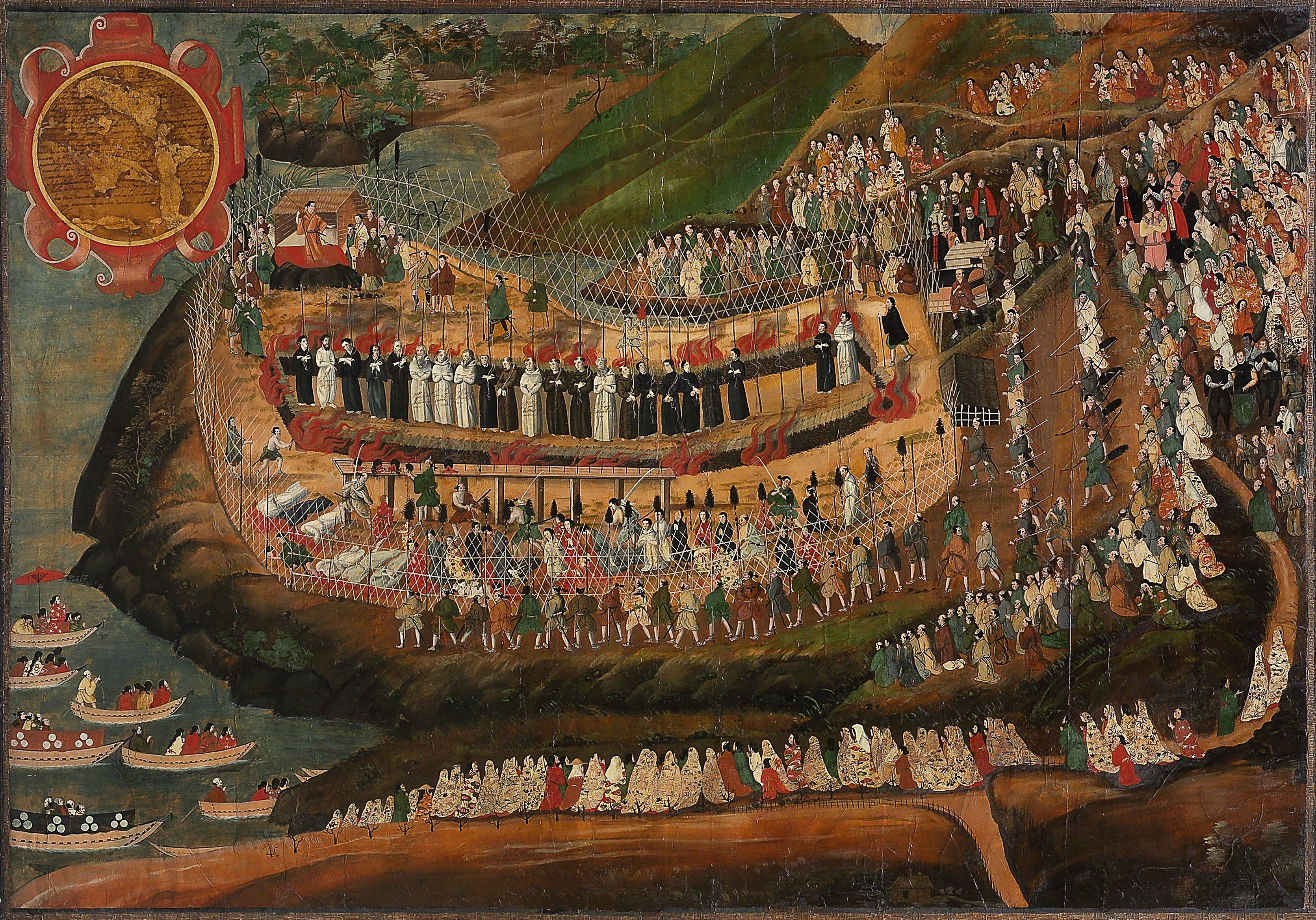
元和大殉教（1622年）

1549年（天文18年）、イエズス会の宣教師であるフランシスコ・ザビエルは鹿児島に上陸し、各地でカトリックを布教した。1587年（天正15年）のバテレン追放令発布までの日本においてキリスト教が禁じられることはなく、イエズス会を中心とするカトリックの宣教師は活発な宣教活動をおこなった。1583年（天正11年）時点で、国内のキリシタン信徒は約15万人に上っていた。豊臣政権時代および江戸時代の初期においてもキリスト教の徹底的弾圧はおこなわれず、1610年（慶長15年）時点でイエズス会員の指導下にあった日本人信徒数は22万人であった。しかし、1614年2月（慶長18年12月）には全国的な禁教令が発布され、在日宣教師の国外追放がおこなわれた。1630年（寛永7年）ごろより宗門改が実施されるようになり、1635年（寛永12年）には寺請制度に基づき、すべての日本人は仏教寺院の檀家となることが定められた。
1637年（寛永14年）の島原・天草一揆は、内実はともあれ幕府によりキリシタン主導の内乱であったとみなされた。この事件は、当時の人々に強い印象を与え、キリシタンは社会秩序を脅かす存在とみなされた。1639年（寛永16年）にはポルトガル船の渡航が一切禁止された。1641年（寛永18年）には切支丹改、翌年には切支丹宗門改が大名に申し渡され、1643年（寛永20年）ごろより徳川家綱の指示のもと、井上政重を中心とする中央集権的なキリシタン穿鑿の制度が確立された（宗門改役）。1644年（正保元年）には日本で活動した最後の神父である小西マンショが殉教し、以来日本では200年以上にわたり、神父不在の時代が続いた。禁教下、キリシタンは信徒組織を中心として潜伏した。こうした組織は村落の共同体組織と重なりながら存在しており、司祭不在のなかでも信仰組織を維持することを可能とした。

### 幕末のキリスト教宣教再開

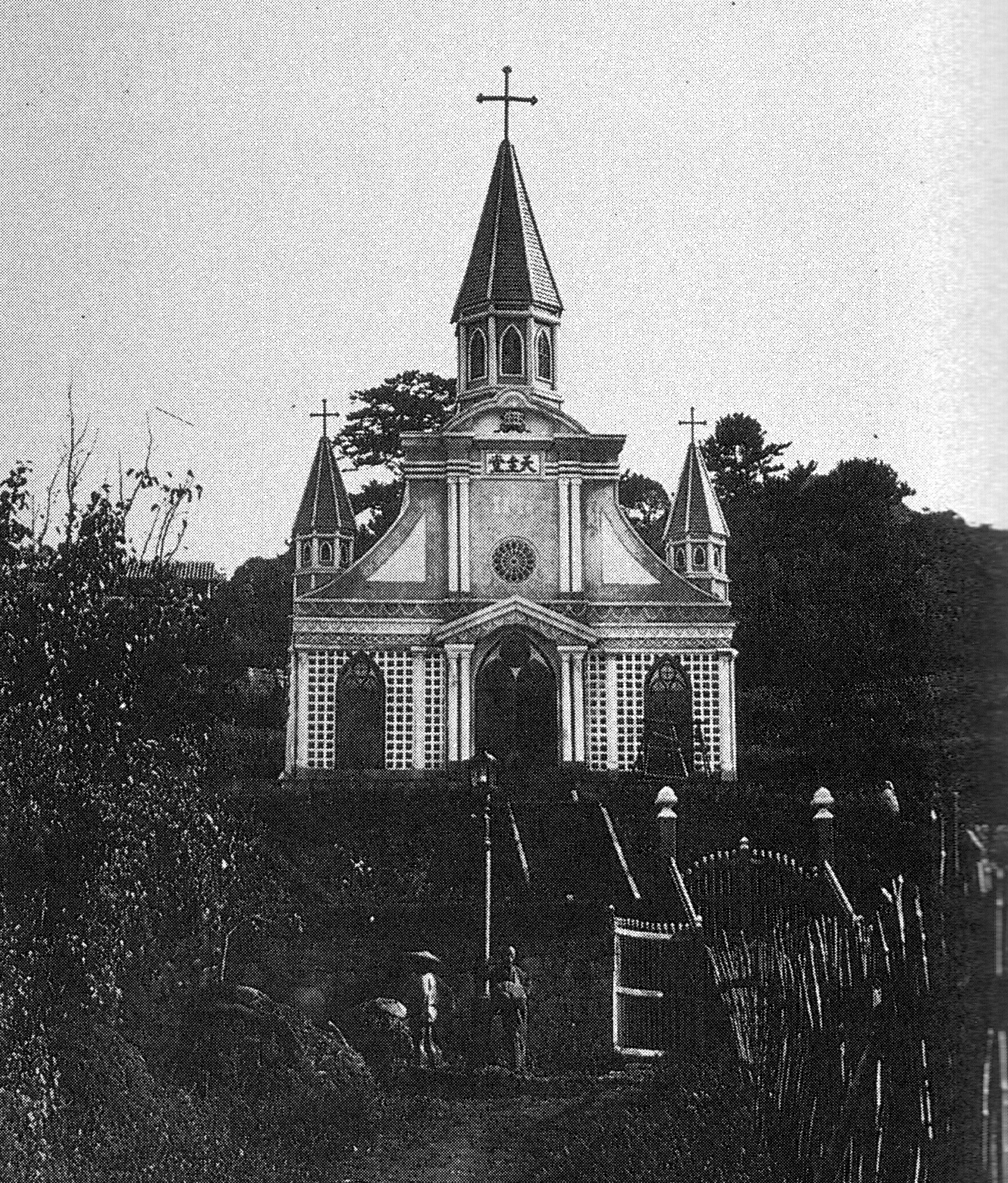
創建時の大浦天主堂

日本の禁教政策は西洋世界にもよく知られており、1644年の『バタヴィア城日誌』、1669年のアルノルドゥス・モンタヌス著『日本誌』、1727年のエンゲルベルト・ケンペル著『日本誌』、1794年のカール・ツンベルク著『ヨーロッパ、アフリカ、アジア紀行』などが踏絵の慣習について触れている。また、禁教下日本において貿易を続けていたオランダ人が絵踏をおこなっていたとの風説が伝えられることも少なくなかった。
1832年、ローマ教皇庁は朝鮮宣教を志していたバルテルミー・ブリュギエールに対して、途絶状態にある日本伝道を再開したいという強い意向を伝えた。1842年のアヘン戦争終戦に応じて、フランスは1884年に清国との条約（黄埔条約）を結んだが、海軍提督のジャン＝バティスト・セシルはこれにともない日本への進出も検討した。セシルはマカオのパリ外国宣教会事務総長であったナポレオン＝フランソワ・リボワ（Napoléon-François Libois）と協働して、テオドール＝オギュスタン・フォルカードを琉球に派遣した。1844年にフォルカードは那覇に上陸し、その後数名の宣教師が琉球を訪れたものの、彼らはほとんど軟禁状態にとどめおかれた。
1858年（安政5年）には安政五カ国条約を通じて、外国人居留者の信教の自由が保証されることとなった。1859年、当時那覇に滞在していたプリュダンス・セラファン＝バルテルミ・ジラールは日本教区長に任ぜられ、フランス総領事館付司祭兼通訳の肩書きで横浜に上陸した。また、同じく琉球にいたルイ・テオドル・フューレとベルナール・プティジャンは、1862年に長崎に派遣された。この年、横浜に横浜天主堂が建ち、1864年には長崎の大浦天主堂が落成した。西洋建築である大浦天主堂は「フランス寺」と呼ばれて地元住民の好奇の対象となり、多くの地元住民がこの教会を訪れた。

### 信徒発見

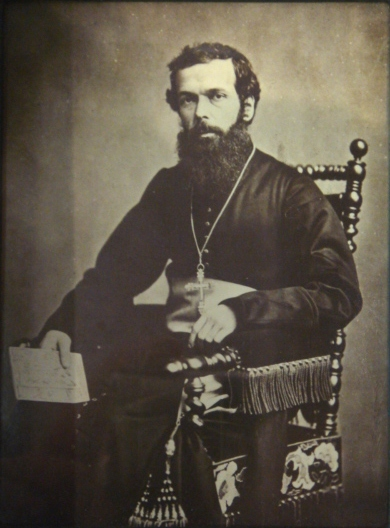
ベルナール・プティジャン

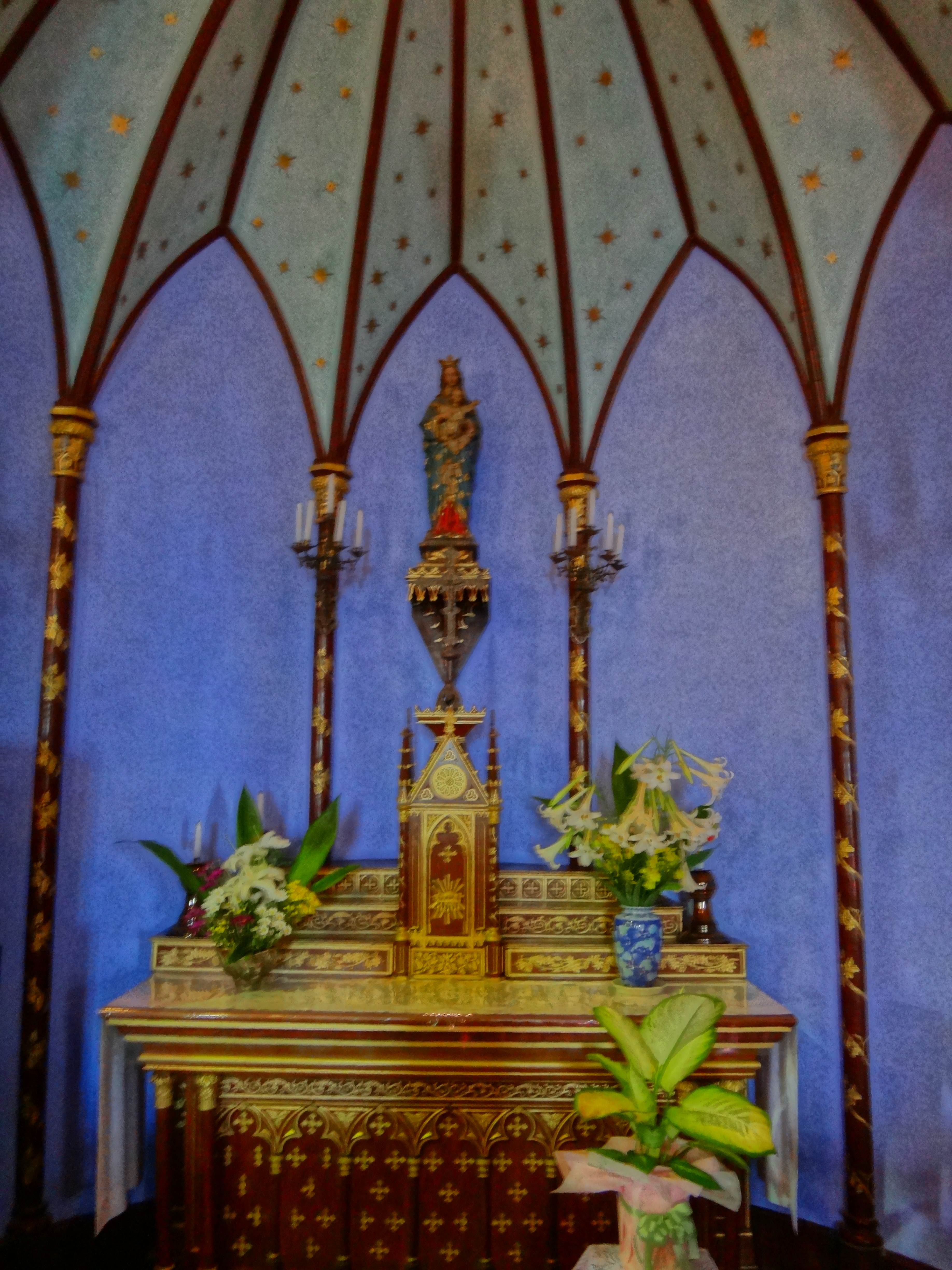
プティジャンに案内された潜伏キリシタンが信仰告白した「信徒発見のマリア像」

長崎近郊の浦上村には潜伏キリシタンが残っており、うち数名が大浦天主堂を訪れた。こうしたなか、浜口（杉本）ゆりをはじめとする一部のキリシタンは神父に直接接触することを主張した。1865年3月17日（元治2年2月20日）、浦上村のキリシタン12人から15人ほどが参観客をよそおって教会を訪れ、うち浜口がプティジャンに「われらのむね、あなたのむねと同じ」と話しかけた。プティジャンは同人に素性を聞くと、彼女は「私達は皆、浦上の者でございます。浦上では殆どみな私達と同じ心を持っております」と答え、また「サンタ・マリアの御像はどこ？」と尋ねた。
プティジャンは彼らがキリスト教徒であることを確信し、聖母子像の祭壇に信徒らを案内すると、彼らは「本当にサンタ・マリア様だよ。ご覧よ、御腕に御子ゼスス様を抱いておいでです」と祈った。また、「私達は霜月の二十五日に御主ゼズス様の御誕生の御祝ひを行います」「唯今私達は悲の節の中であります。貴師達もこの御祝いをお守りになりますか」と尋ねた。プティジャンは彼らが四旬節のことを言っていると悟り、これを肯定した。浦上天主堂に別の日本人が入ってくると信徒は一時散り散りとなったが、すぐに戻り、「今の人達も気遣いすることはありません。村の者で、私達と同じ心でございます」と話した。これが「信徒発見」であり、プティジャンは横浜のジラール教区長あてに以上の旨を記した書簡を送った。
その後、大浦天主堂には多くのキリシタンが訪れるようになり、官憲の懐疑の目も厳しくなった。こうした理由から、プティジャンは信徒らに参詣を控えるように勧告し、少人数と別の場所で面会したいことを伝えた。彼は3月23日に少数の信徒と面会し、彼らに洗礼の慣習が残っていることなどを確認した。4月8日には水方（洗礼役）のドミンゴが大浦天主堂を訪れ、洗礼にあたって用いている言葉が「コノヒトヲ パオティゾ イン ノムネ パテロ、ヒリオ、エスラ スピリトゥ サンクト イヤムン」であることを伝えた。プティジャンはこれがラテン語であることを認めながらも欠落・訛りがあることを指摘し、ドミンゴに洗礼にあたって用いる文言を授けた。ドミンゴはプティジャンに『天地始之事』を手渡した。プティジャンはこれを書写し、「ところどころに誤りをいくつか見つけ」たものの、おおむねキリスト教の教義として正しいことを認めた。
5月には五島のキリシタンが大浦に教会があることを確認し、同10日には多くの島民が大浦天主堂を訪れた。プティジャンは混乱を避けるために一時教会を閉鎖したものの、彼はプティジャンの住家まで来た信徒数人に質問をし、「彼らがフランスの田舎の信者程度の教養をほぼもっている」と認めた。12月には高島・生月・平戸・五島などから代表団が来訪した。プティジャンは高島・生月の洗礼がおおむね正しいことを確認した一方、黒島においてはまったく誤った洗礼がおこなわれていることを確認した。また、彼は多くのキリシタンが結婚を宗教的儀礼であるとみなさず、離婚・再婚をしている家庭が少なからず存在することも問題視した。
信徒発見の報は当時の教皇ピウス9世にももたらされ、感激したピウス9世は「東洋の奇跡」と呼んで祝福した。また、間もなくフランスから信徒発見の記念にマリア像（日本之聖母）が大浦天主堂に贈られてきた。

### その後

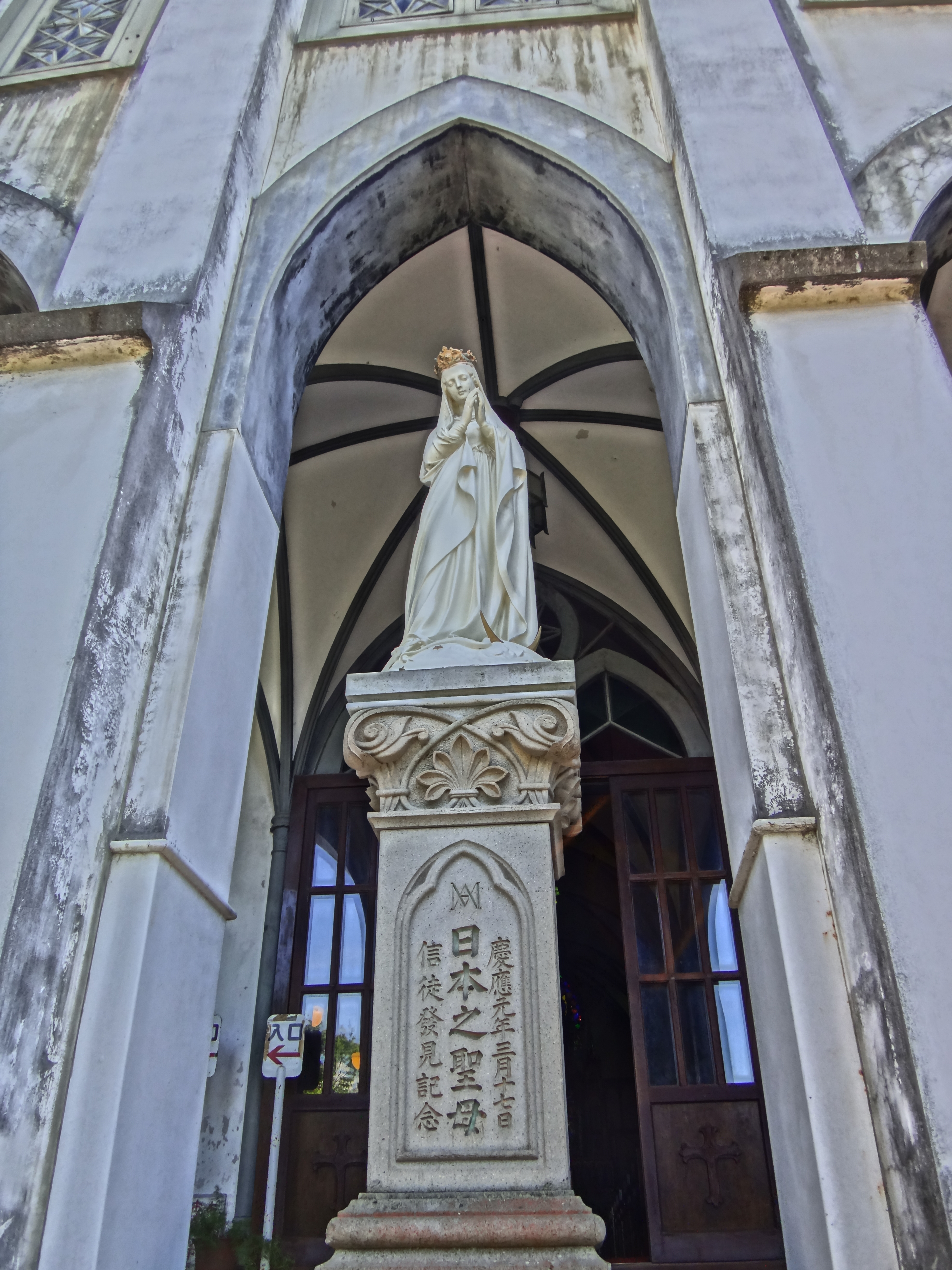
信徒発見の記念にフランスから贈られた「日本之聖母」

このようにして長崎のキリシタンは信仰を公にするようになり、1867年（慶応3年）には浦上四番崩れがおこった。浦上の住民は檀那寺・聖徳寺を通さず独自に葬儀を行い、寺請制度を事実上拒否していた。幕府は信徒のうち中心的であるとみられる人物を捕縛し、拷問を加えて棄教を促した。明治維新を経て成立した新政府も1868年（慶応4年）にキリシタンを禁止する太政官札（五榜の掲示）をかかげ、五島および筑後今村の隠れキリシタンを弾圧した。また、1870年（明治2年）には浦上の信徒3384人を全国各地に配流した。
しかし、新政府の禁教政策は海外で多くの反発を受けており、不平等条約改正にあたっての障壁ともなっていた。こうした事情から、1873年（明治6年）には高札の撤去と浦上村民の帰還が実施された。新政府は禁教令を正式に廃止したわけではなかったものの、多くの人は1873年の高札撤去・浦上キリシタン帰還を禁教令解除を示す出来事と認識した。このようにして日本ではおおむね禁教令が解除されたものの、生月など一部地域では隠れキリシタンがカトリック教会に合流せず、従来の信仰を続けた。パリ外国宣教会の宣教師はこのことに困惑し、1886年の『パリ外国宣教会年次報告』において、（おそらく）エミール・ラゲは「神のなさり方はなんと測りがたいのであろう。これ程天の国に近い人々が地獄に落ちると考えると何と苦しいことであろう！」と嘆息している。また、1905年の年次報告においてはジャン・フランソワ・マタラの「三十年程前からの生月の可哀想な人々は神の恩寵を無駄にしてきた」という発言が紹介されている。
信徒発見から100周年にあたる1965年（昭和40年）3月17日、カトリック長崎大司教区によって大浦天主堂の庭園内に信徒発見の情景をレリーフで表した「キリスト信徒発見百周年記念碑」が立てられた。150周年を迎えた2015年（平成27年）、3月17日は日本の教会に固有の「日本の信徒発見の聖母」の祝日となった。